# Demoxepam
Demoxepam  là một loại thuốc có nguồn gốc từ benzodiazepine. Nó là một chất chuyển hóa của chlordiazepoxit và có đặc tính chống co giật  và có lẽ là các đặc tính khác của benzodiazepine.

## Tổng hợp
Demoxepam cũng là một chất trung gian trong quá trình tổng hợp oxazepam; nó cũng được sử dụng trong một trong những tổng hợp của medazepam. Nó có thể được coi là tương tự/synonoymous trực tiếp với sự tổng hợp chlordiazepoxit, ngoại trừ thay vì methylamine, ion hydroxide là sự lựa chọn của base; ở đây axit không được sử dụng cho bước mất nước cyclode. 

Tổng hợp Demoxepam: Reeder Earl, Sternbach Leo Henryk, (1959 đến Hoffmann La Roche).